# Utrecht Dominators 2018
Questa voce raccoglie le informazioni riguardanti gli Utrecht Dominators nelle competizioni ufficiali della stagione 2018.

## Eerste Ddivisie 2018

### Stagione regolare
| Utrecht 18 febbraio 2018, ore 14:00 1ª giornata | Utrecht Dominators | 6 – 17 referto | Amsterdam Crusaders II |  |

| Utrecht 4 marzo 2018, ore 14:00 3ª giornata | Utrecht Dominators | 20 – 0 (a tavolino) referto | Enschede Broncos |  |

| Groninga 18 marzo 2018, ore 14:00 5ª giornata | Groningen Giants | 16 – 0 (0-0 8-0 0-0 8-0) referto | Utrecht Dominators |  |

| Utrecht 1º aprile 2018, ore 14:00 7ª giornata | Amsterdam Panthers | 33 – 6 (13-0 14-0 0-6 6-0) referto | Utrecht Dominators |  |

| Utrecht 15 aprile 2018, ore 14:00 8ª giornata | Utrecht Dominators | 36 – 0 (8-0 8-0 12-0 8-0) referto | Amersfoort Untouchables/ Purmerend Barbarians |  |

| Enschede 29 aprile 2018, ore 14:00 10ª giornata | Enschede Broncos | 0 – 20 (a tavolino) referto | Utrecht Dominators |  |

| Amsterdam 13 maggio 2018, ore 14:00 12ª giornata | Amsterdam Crusaders II | 43 – 0 referto | Utrecht Dominators | Sportpark Sloten |

| Utrecht 27 maggio 2018, ore 14:00 14ª giornata | Utrecht Dominators | 12 – 24 (6-0 6-3 0-7 0-14) referto | Groningen Giants |  |

| Tilburg 10 giugno 2018, ore 11:00 16ª giornata | Amersfoort Untouchables /Purmerend Barbarians | 0 – 20 (a tavolino) referto | Utrecht Dominators |  |

| Utrecht 17 giugno 2018, ore 14:00 17ª giornata | Utrecht Dominators | 6 – 12 referto | Amsterdam Panthers |  |

## Statistiche di squadra
| Competizione      | %Vittorie | In casa | In casa | In casa | In casa | In casa | In casa | In trasferta | In trasferta | In trasferta | In trasferta | In trasferta | In trasferta | Totale | Totale | Totale | Totale | Totale | Totale |
| Competizione      | %Vittorie | G       | V       | N       | P       | Pf      | Ps      | G            | V            | N            | P            | Pf           | Ps           | G      | V      | N      | P      | Pf     | Ps     |
| ----------------- | --------- | ------- | ------- | ------- | ------- | ------- | ------- | ------------ | ------------ | ------------ | ------------ | ------------ | ------------ | ------ | ------ | ------ | ------ | ------ | ------ |
| Stagione regolare | .400      | 5       | 2       | 0       | 3       | 80      | 53      | 5            | 2            | 0            | 3            | 46           | 92           | 10     | 4      | 0      | 6      | 126    | 145    |
| Totale            | .400      | 5       | 2       | 0       | 3       | 80      | 53      | 5            | 2            | 0            | 3            | 46           | 92           | 10     | 4      | 0      | 6      | 126    | 145    |